# Dianthus cribrarius
Dianthus cribrarius är en nejlikväxtart som beskrevs av Frederic Edward Clements. Dianthus cribrarius ingår i släktet nejlikor, och familjen nejlikväxter. Inga underarter finns listade i Catalogue of Life.